# Oromo jezik
Oromo jezik (ISO 639: orm), makrojezik istočnokušitske skupine (podskupina oromo) iz Etiopije i Kenije.
Članovi ovog makrojezika su: borana-arsi-guji oromo [gax]; istočni oromo [hae]; orma [orc], zapadni centralni oromo [gaz]